# Rozinante fragilis
Rozinante fragilis är en kräftdjursart. Rozinante fragilis ingår i släktet Rozinante och familjen Eusiridae. Inga underarter finns listade i Catalogue of Life.